# Kackscher Balis
Koordinaten: 54° 56′ 14,2″ N, 22° 21′ 6,2″ O
Der Kacksche Balis, auch die Kaksche Ball (Russisch: Болото Великое – boloto welikoje, auch: boloto kakšen), ist ein Moor nahe dem Dorf Sadowo (deutsch: Groß Kackschen) in der Oblast Kaliningrad im ehemaligen Ostpreußen. Im Zuge der Germanisierung von Ortsnamen hieß das Moor kurzzeitig Torfmoor Königshuld.

## Lage
Das Moorgebiet liegt zwischen dem Ostfluss der Scheschuppe (Šešupe) und der oberen Inster (Instruč) südlich des Dorfes Groß Rudminnen (heute: Bobrowo).

## Merkmale
Das Moor liegt in einer sehr flachen Grundmoränenlandschaft. Das Hochmoor hat eine Mooraufwölbung von 6 m Mächtigkeit, die bei starker Trockenheit um 2 m zusammensacken kann. An seiner Basis liegen Fichten- und Kiefernstubben. Seit etwa 1900 ist das Moor von mehreren Entwässerungsgräben durchzogen. Die Abflüsse des Moores sind nordwärts nach dem fast 30 m tieferen Ostfluss der Scheschuppe und nach Süden zur nur 10 m tieferen Inster.

## Geschichte
Die früheste Notiz findet sich in Caspar Hennenbergers „Landtafel von Preussen“ von 1576, die zwischen Scheschuppe und Inster das Kackserbal zeigt. In einer Tafel von 1595 findet sich dazu die Beschreibung: „Kackserbal. Ein groß gequeppe oder Morast / dadurch an einem Orte / ein Knüttel Thamm schier einer halben Meylen lang gemachet ist“. Eine spätere Karte zeigt die Kacksche Ball als etwa zur vorderen, westlichen Hälfte zum Kreis Ragnit gehörig, während der östliche Teil zum Kreis Pillkallen gehörte. Im Osten wurde das Moor begrenzt vom Uschballer Forst, hinter dem Lasdehnen liegt. Unmittelbar am Nordrand führte seit 1886 die Landstraße von Ragnit nach Lasdehnen vorbei. Siedlungen in unmittelbarer Nähe des Moores durch Kolonisierung sind vermutlich erst seit dem 16. und bis ins 18. Jahrhundert hinein entstanden, wobei sich hier vor allem Litauer ansiedelte. Die Kacksche Ball lieferte einen wichtigen Schauplatz in der dreibändigen Erzählung „Die schwarze Mare“ von Jodokus Donatus Hubertus Temme.

## Besiedlung
Der Ostrand des Moores, zum Kreis Pillkallen gehörig, war dicht bewaldet und weniger besiedelt. Eine Landkarte von 1846 zeigt die Siedlung Klein Kackschen, etwa 1 km nördlich des Ballis, Groß Kackschen weiter südlich näher an deren Nordrand. Südwestlich davon, etwas weiter vom Westrand entfernt, Köllmisch Kackschen, dann nach Süden zu Groß- und Klein Puskeppallen (oder Puskeppeln). Unterhalb des Südrandes, mit größerem Abstand zum Moor befanden sich die Ortschaften Antskrebben und Klohnen. Dazwischen lag, großenteils auf einer ins Moor hineinreichenden Halbinsel und damit unmittelbar an dessen Rand, Königshuld. Nach 1732 siedelten sich hier auch viele Salzburger Protestanten an.